# Lussy FR
| FR ist das Kürzel für den Kanton Freiburg in der Schweiz. Es wird verwendet, um Verwechslungen mit anderen Einträgen des Namens Lussy zu vermeiden. |

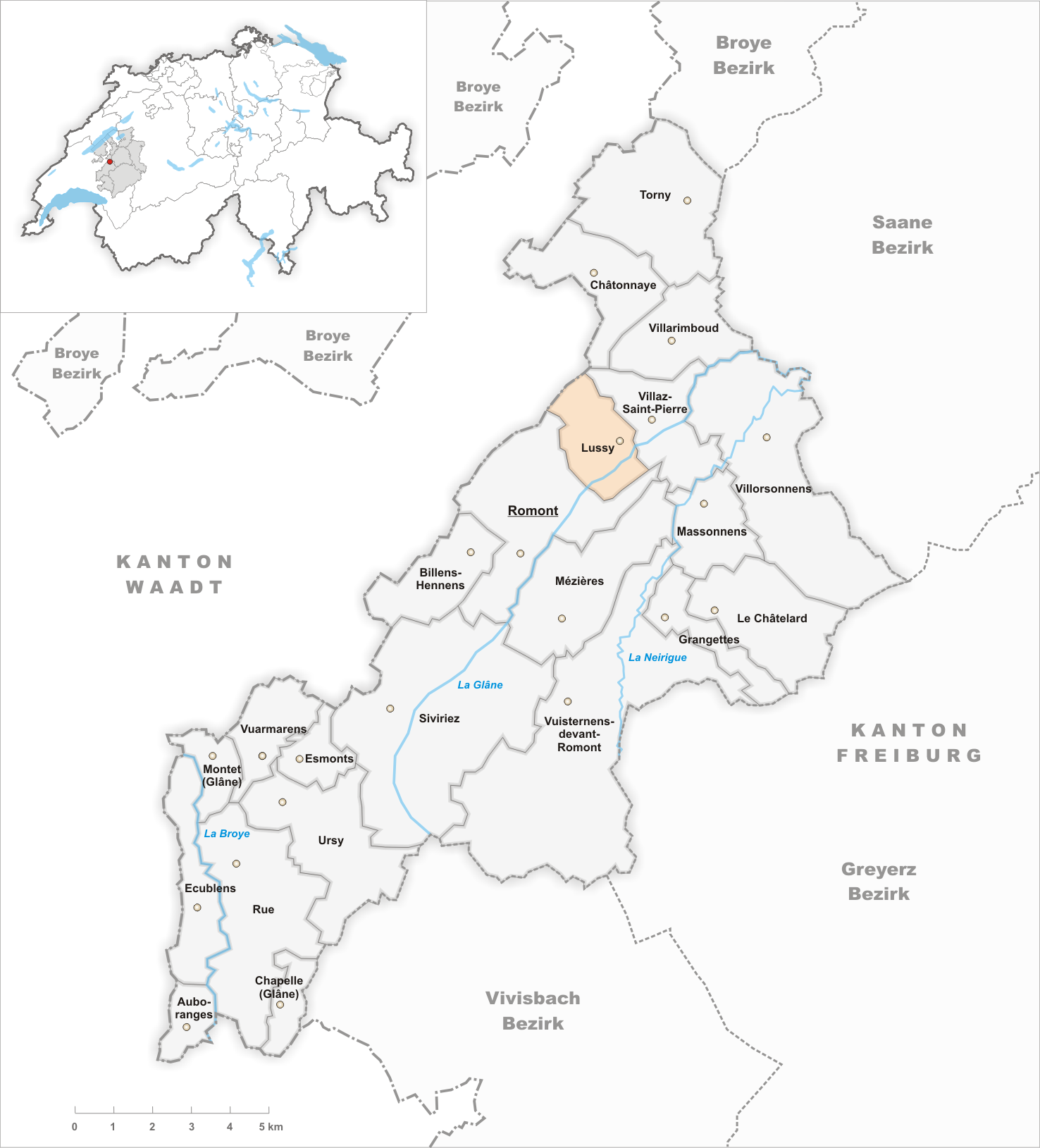
Gemeindestand vor der Fusion am 1. Januar 2005

Lussy (Freiburger Patois Luchiⓘ) ist eine Ortschaft und früher selbständige politische Gemeinde im Distrikt Glâne des Kantons Freiburg in der Schweiz.

## Geographie
Lussy liegt auf 723 m ü. M., drei Kilometer nordöstlich des Bezirkshauptortes Romont (Luftlinie). Das Dorf erstreckt sich an einem Südhang über der breiten Talniederung der oberen Glâne, auf dem Molasseplateau des Freiburger Mittellandes. Die ehemalige Gemeindefläche betrug rund 4,5 km². Das Gebiet umfasste einen Abschnitt der hier bis zu 1 km breiten Talebene der Glâne und erstreckte sich nach Nordwesten über den Hang von Lussy in das Waldgebiet Au Bois und erreichte auf der Höhe Sur la Montagne eine Höhe von 812 m ü. M.

## Bevölkerung
Mit 393 Einwohnern (2004) zählte Lussy vor der Fusion zu den kleinen Gemeinden des Kantons Freiburg. Vor allem seit 1970 (260 Einwohner) verzeichnete das Dorf eine deutliche Bevölkerungszunahme. Zu Lussy gehören mehrere kleine Hofsiedlungen westlich des Dorfes.
Einwohnerzahlen: Volkszählungsdaten

## Wirtschaft
Lussy war bis in die zweite Hälfte des 20. Jahrhunderts ein vorwiegend durch die Landwirtschaft geprägtes Dorf. Noch heute haben die Milchwirtschaft, die Viehzucht und der Ackerbau einen wichtigen Stellenwert in der Erwerbsstruktur der Bevölkerung. Einige weitere Arbeitsplätze sind im lokalen Kleingewerbe und im Dienstleistungssektor vorhanden. In den letzten Jahrzehnten hat sich das Dorf dank seiner attraktiven Lage auch zu einer Wohngemeinde entwickelt. Viele Erwerbstätige sind deshalb Wegpendler, die hauptsächlich in den Regionen Romont und Freiburg arbeiten.

## Verkehr
Das Dorf liegt abseits der grösseren Durchgangsstrassen, ist aber von der Hauptstrasse von Freiburg nach Romont leicht zu erreichen. Die Eisenbahnlinie von Lausanne via Romont nach Freiburg führt zwar nahe am Dorf vorbei, besitzt aber bei Lussy keine Haltestelle. Der nächste Bahnhof befindet sich in Villaz-Saint-Pierre, rund 1,5 km vom Ortskern von Lussy entfernt. Lussy selbst ist durch eine Buslinie der Transports publics Fribourgeois, die von Montag bis Freitag von Freiburg über Farvagny nach Romont verkehrt, an das Netz des öffentlichen Verkehrs angebunden.

## Geschichte
Die erste urkundliche Erwähnung des Ortes erfolgte im 12. Jahrhundert unter den Namen Lussiei, Luciei und Lussie; 1260 erschien auch die Schreibweise Lussye. Der Ortsname geht auf den römischen Personennamen Lucius zurück.
Seit dem Mittelalter stand Lussy unter der Oberhoheit des Hauses Savoyen. Als die Berner 1536 das Waadtland eroberten, kam das Dorf unter die Herrschaft von Freiburg und wurde der Vogtei Romont zugeteilt. Nach dem Zusammenbruch des Ancien Régime (1798) gehörte Lussy während der Helvetik und der darauf folgenden Zeit zum Bezirk Romont und wurde 1848 in den Bezirk Glâne eingegliedert.
Im Rahmen der Gemeindefusionen des Kantons Freiburg war ursprünglich eine Fusion der drei Dörfer Lussy, Villarimboud und Villaz-Saint-Pierre vorgesehen. Da sich die Bewohner von Villaz-Saint-Pierre jedoch gegen eine Fusion wehrten, wurden am 1. Januar 2005 nur die vorher selbständigen Gemeinden Lussy und Villarimboud zur neuen Gemeinde La Folliaz zusammengeschlossen. Am 1. Januar 2020 fusionierte dann La Folliaz zusammen mit Villaz-Saint-Pierre zur neuen Gemeinde Villaz.

## Sehenswürdigkeiten
Die Kapelle Saint-Jean-Baptiste wurde 1649 errichtet, 1784 restauriert und 1925 vergrössert. Kirchlich gehört Lussy zur Pfarrei Villaz-Saint-Pierre.